# Động vật thủy sinh

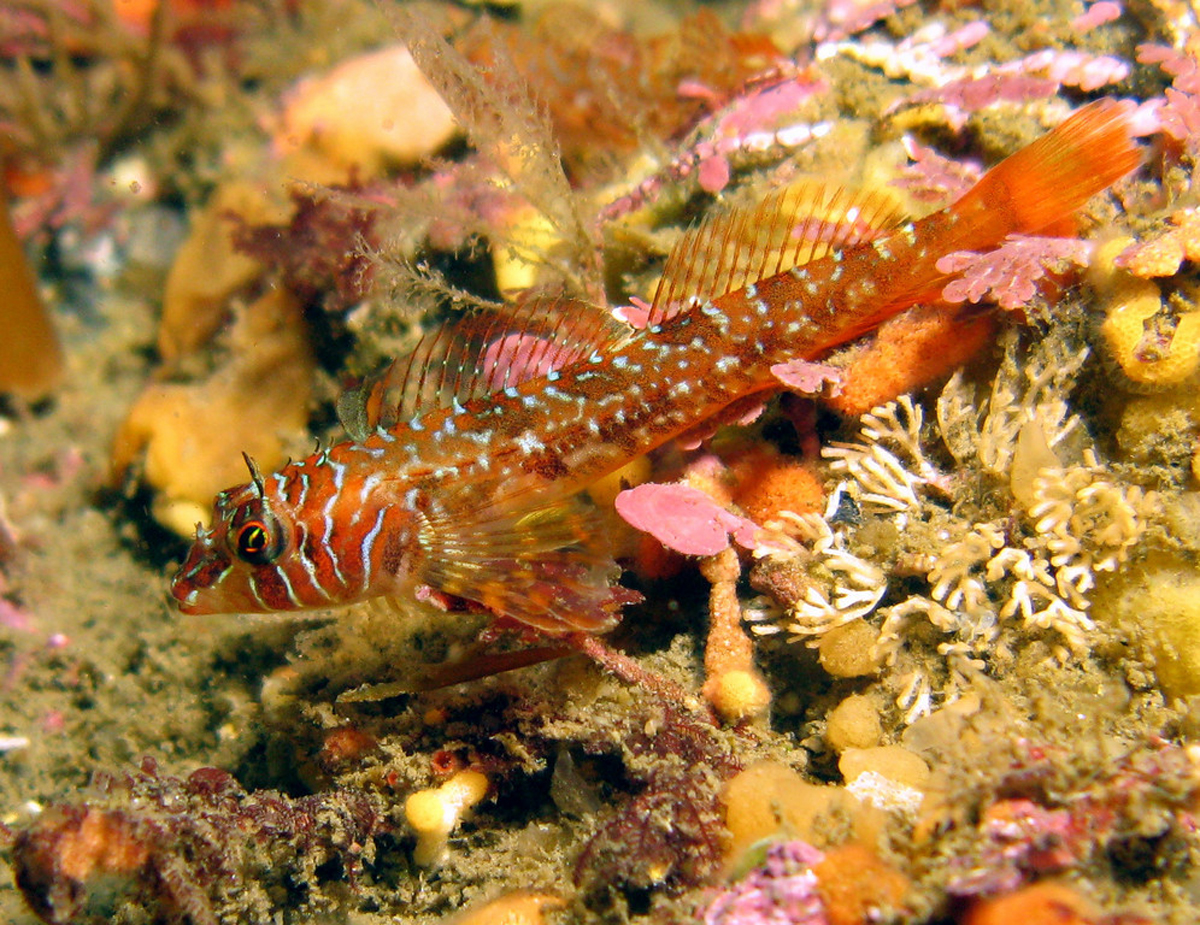
Loài Jordania zonope cư trú ở dưới nước

Động vật thủy sinh (tiếng Anh: aquatic hay marine animals; *trong sinh học nước ngoài, "aquatic" được dùng cho các loài sống trong nước ngọt như ao, hồ, suối; còn "marine" thì cho các loài sống trong nước mặn như biển và đại dương) hay còn gọi là các loài thủy tộc là các động vật bao gồm cả các loài có xương sống và không xương sống chủ yếu dành hầu hết quãng đời của chúng sống dưới nước. Cá là các loài có xương sống cư ngụ dưới nước điển hình nhất, nhưng cũng có thể bao gồm vài loài bò sát, lưỡng cư và thú có vú. Một số ví dụ của các loài không xương sống dưới nước là động vật Chân khớp (ấu trùng, nhện biển, giáp xác); Thân mềm (sên biển, mực ống, bạch tuộc, v.v); Giun đốt (giun Bobbit); Thích ty bào (sứa, san hô, hải quỳ, v.v) và Da gai (sao biển, cầu gai, hải sâm, v.v).
Trong nuôi trồng thủy sản, động vật thủy sinh bao gồm: cá, động vật thân mềm, động vật giáp xác bao gồm cả sản phẩm sinh sản của chúng như trứng thụ tinh, phôi và các giai đoạn con non ở trong các hệ thống nuôi hoặc ở ngoài tự nhiên.